# Krämerstraße (Wismar)

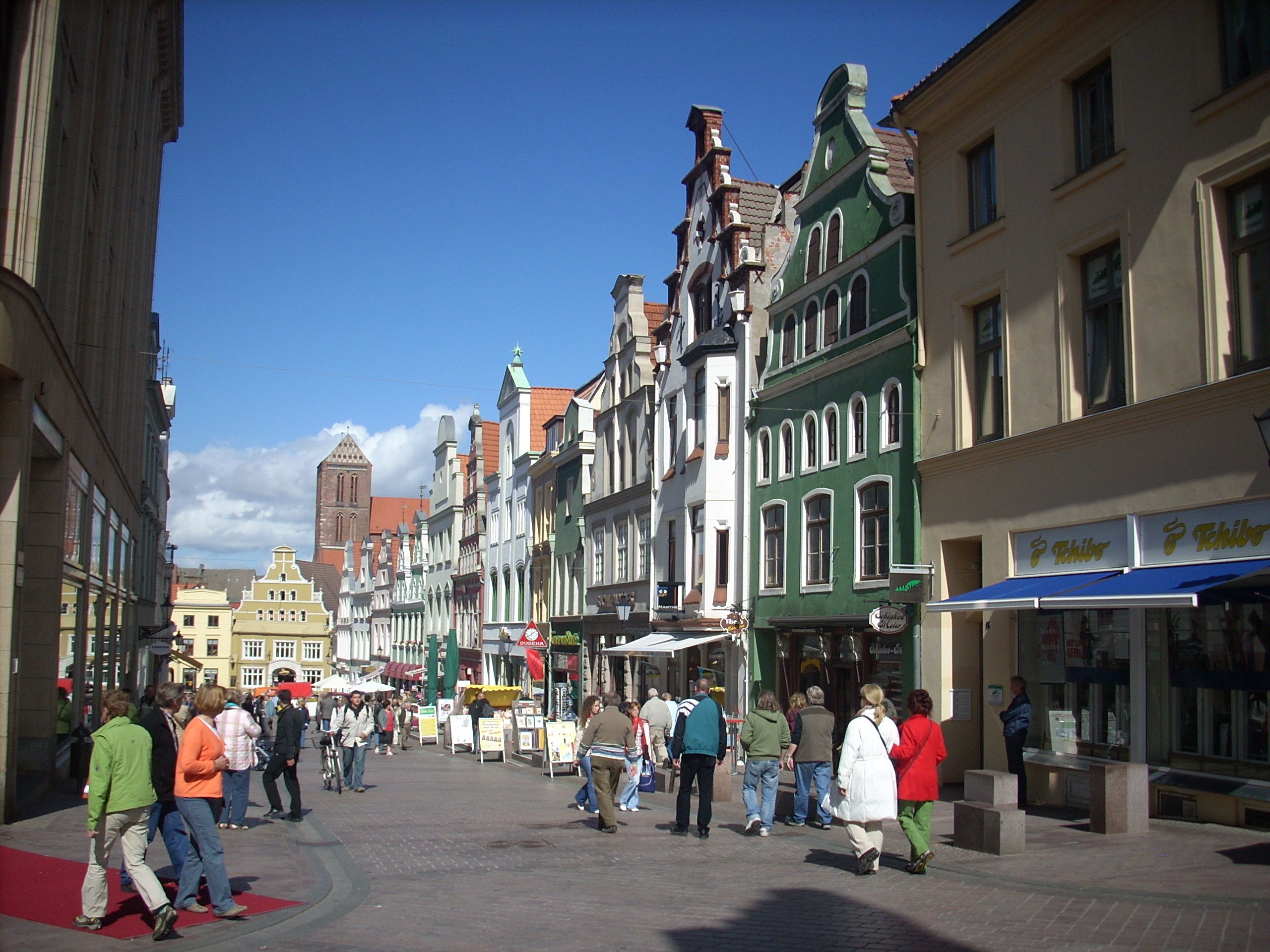
Hintergrund: Nikolaikirche

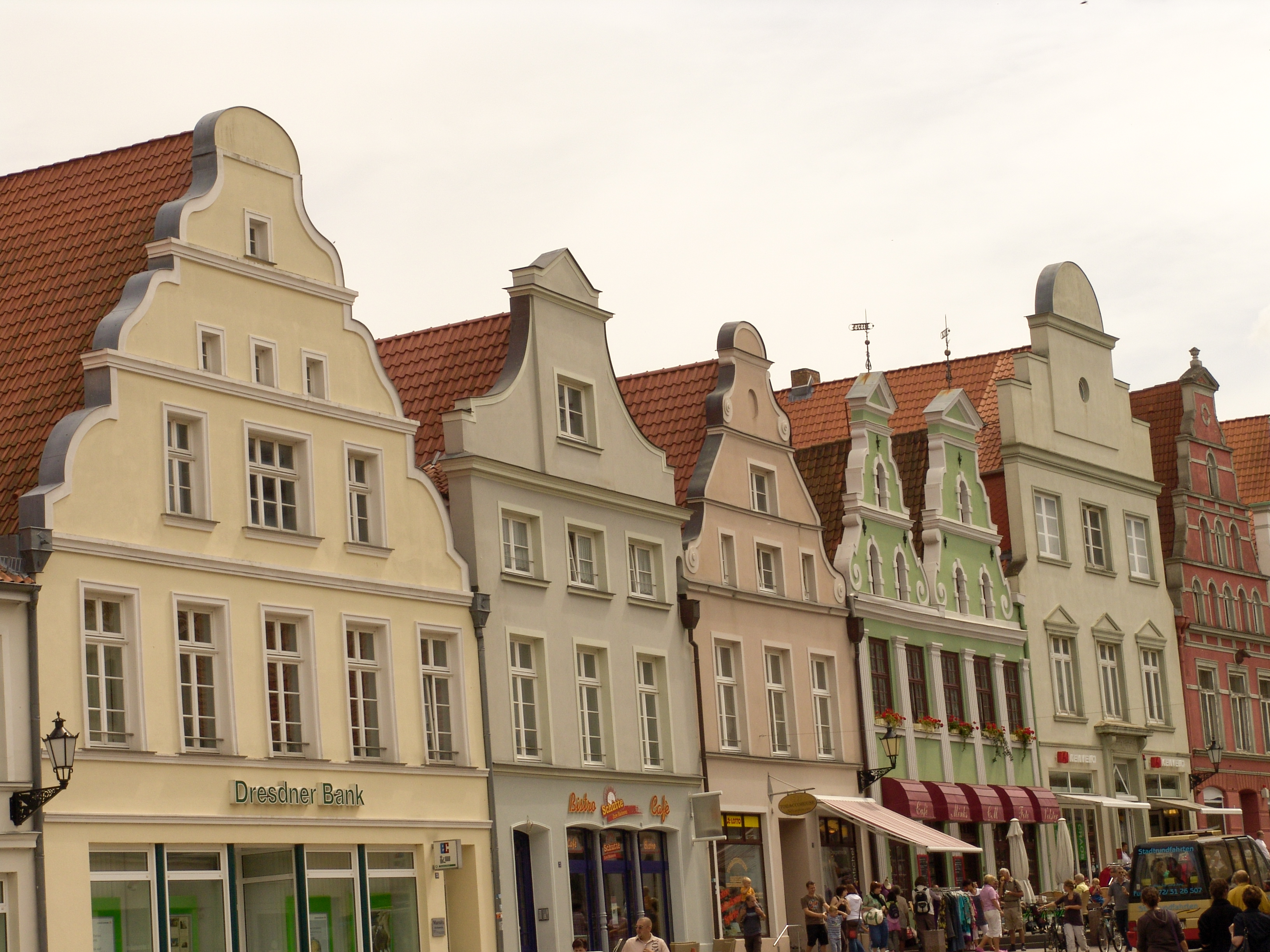
Von rechts: Nr. 15–25

Die historische Krämerstraße in Wismar liegt im Zentrum der Altstadt, die wie der Alte Hafen unter dem besonderen Schutz der UNESCO steht, nachdem Wismar 2002 in die Welterbeliste aufgenommen wurde.
Sie führt vom Markt in Süd-Nord-Richtung von der Hegede / Lübschen Straße / Hinter dem Rathaus bis Breite Straße / Bademutterstraße und Bohrstraße. Sie ist eine Einkaufsstraße und Fußgängerzone.

## Nebenstraßen

Wismar zur Zeit der Hanse

Die Nebenstraße und Anschlussstraßen wurden benannt als Hegede nach dem niederdeutschen heghe für Hege, Hecke oder hier eine Abgrenzung im 14. Jh. auf dem Markt, Lübsche Straße nach der Hansestadt Lübeck, Hinter dem Rathaus nach dem Standort, Böttcherstraße seit dem Mittelalter nach den Handwerkern für Tonnen und Fässer, Breite Straße nach ihrer für die frühere Zeit ungewöhnlichen Breite, Bademutterstraße seit vor 1569 nach den Bademömen als Bezeichnung für Hebammen (davor: Kröpelinsche Straße) und Bohrstraße um 1260 nach dem Familiennamen Boz bzw. 1327 Bote, wobei sich die Schreibweise oft änderte.

## Geschichte

### Name
Die Straße wurde im 13. Jahrhundert benannt nach den dortigen Kaufleuten. Krämer handelten als Kleinhändler mit Waren wie u. a. Gewürze, Tuchwaren, Garn, Besteck.

### Entwicklung

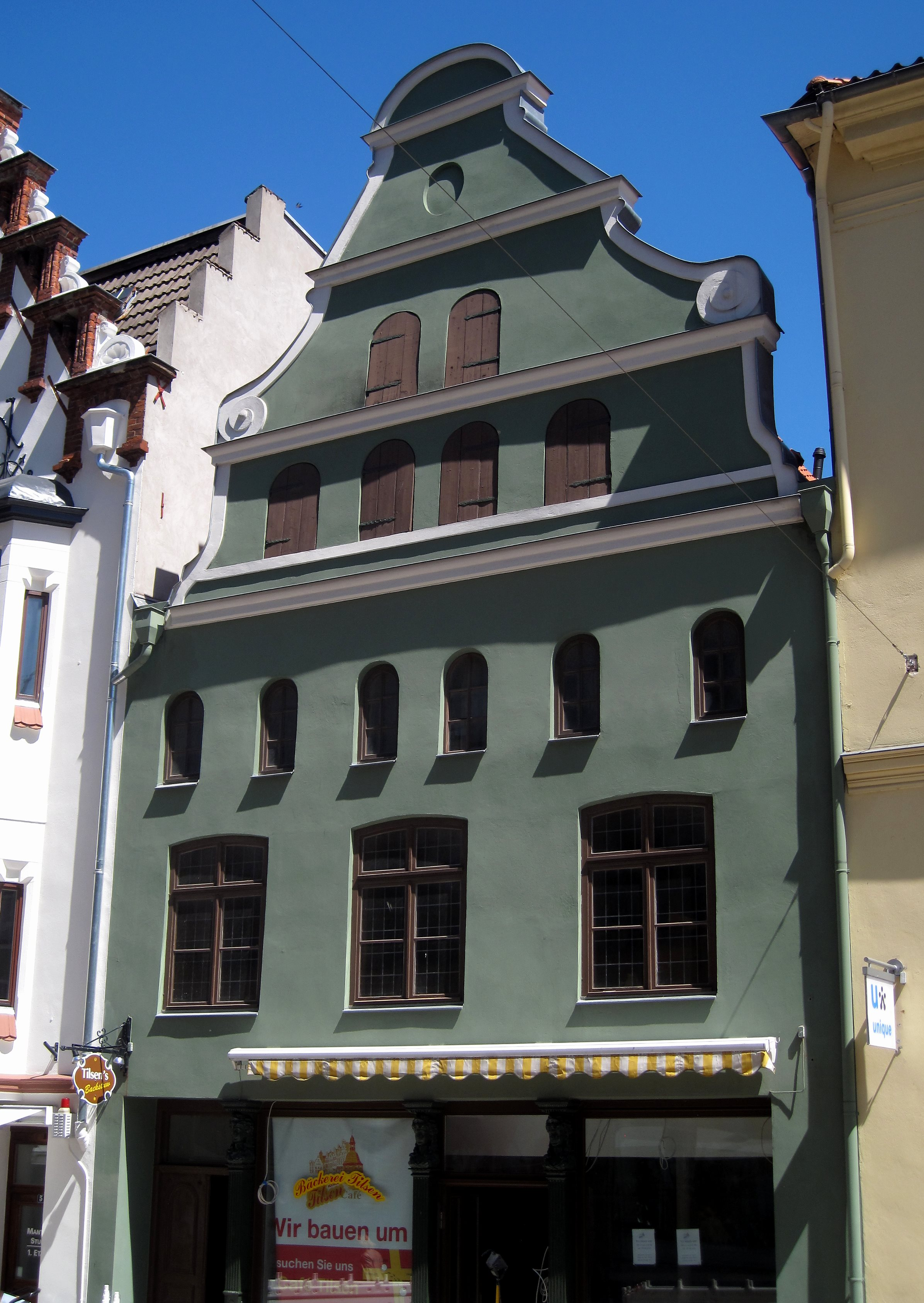
Nr. 3

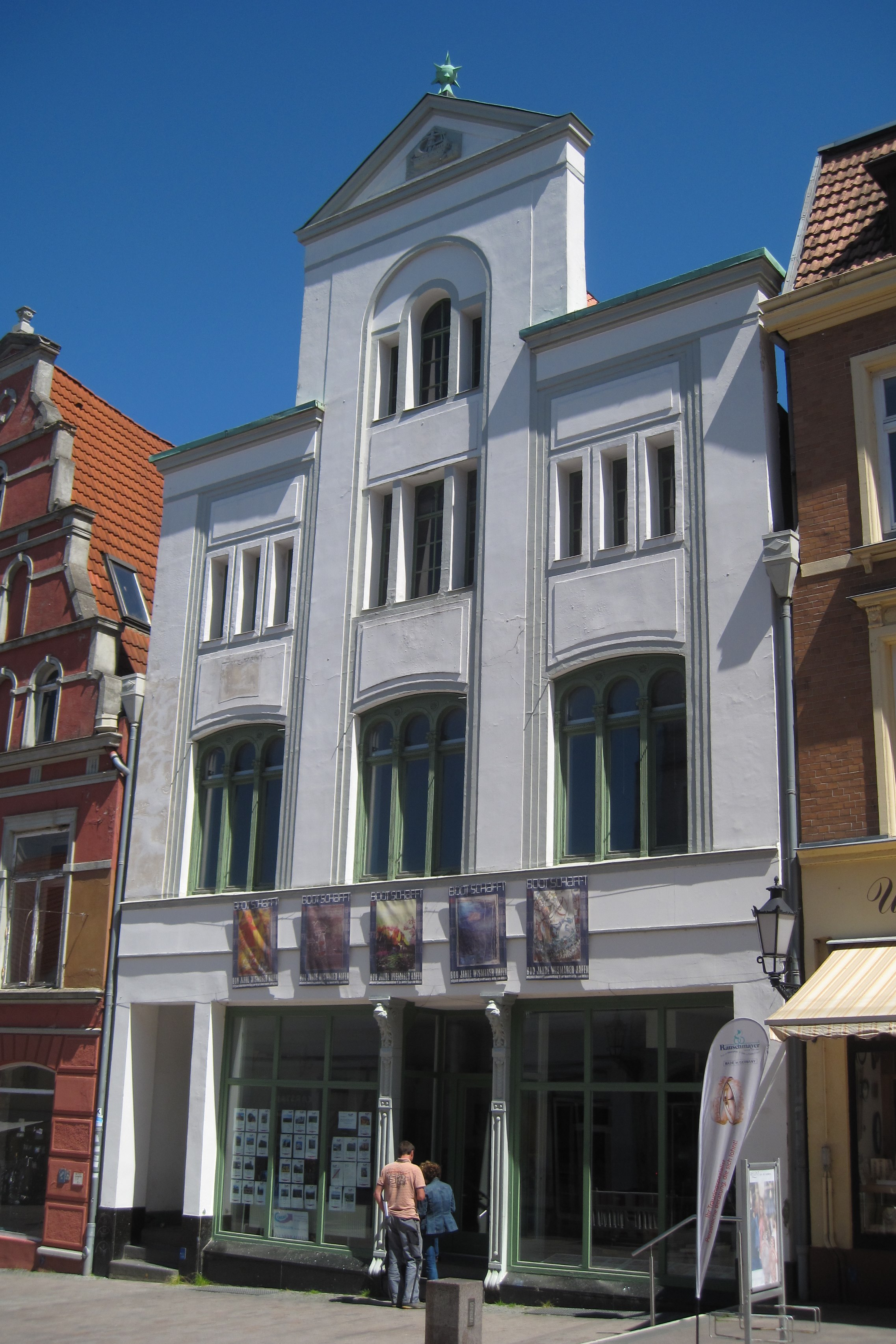
Nr. 13

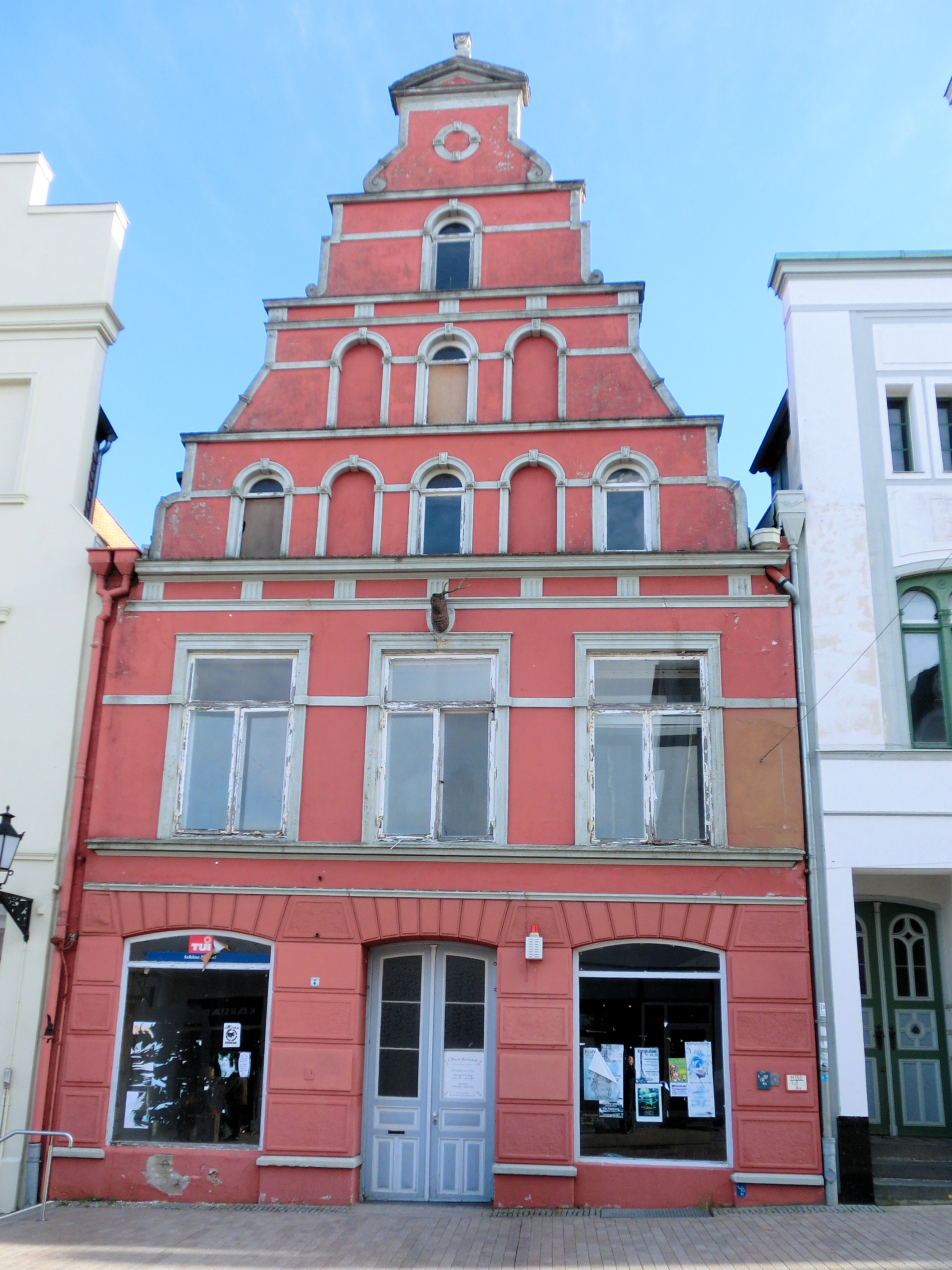
Nr. 15

Wismar wurde im Mittelalter ein bedeutendes Mitglied der Hanse.
 Der Markt und seine Zufahrtsstraßen bildeten den Kern des mittelalterlichen Ortes, der als Stadt 1229 erstmals erwähnt wurde. 1567 erwarb der Maler und Kartograf Peter Boeckel ein Haus in der Krämerstraße.
Die Straße war bereits zur DDR-Zeit seit 1975 eine Fußgängerzone mit Asphalt und Kunststeinplatten. Sie liegt seit 1991 im Sanierungsgebiet Altstadt und wurde nach Plänen vom Ingenieurbüro Busch, Ivers und Wobschal (Wismar) sowie den Architekten des Instituts für angewandte Bauforschung der Hochschule Wismar zusammen mit dem Hopfenmarkt und der dortigen Persil-Uhr 1999 neu gestaltet, mit Granitsteinen als Reihen-, Klinkerformat- oder Mosaikpflaster.

## Gebäude, Anlagen (Auswahl)
An der Straße stehen zumeist Wohn- und Geschäftshäuser. Die mit (D) gekennzeichneten Häuser stehen unter Denkmalschutz.
- Ecke Lübsche Straße Nr. 1: 4-gesch. Kaufhaus von 1907 (D) als Eckhaus nach Plänen von Johannes Busch (Wismar), stadtbildprägendes Stammhaus von Karstadt im „Karstadtstil“; 1881 gründete Rudolph Karstadt das Tuch-, Manufactur- und Confectionsgeschäft Karstadt in einem benachbarten Gebäude.[5]
- Nr. 1: 3-gesch. Wohn- und Geschäftshaus (D) mit Café
- Nr. 3: 3-gesch. barockes Wohn- und Geschäftshaus (D), patinagrünes Giebelhaus mit Volutengiebel, rekonstruiert und saniert
- Nr. 4: 3-gesch. klassizistisches Wohn- und Geschäftshaus (D) als Giebelhaus, 1881 Karstadt Stammhaus; heute mit Karstadt-Reisebüro
- Nr. 6: 3-gesch. barockes Wohn- und Geschäftshaus (D), Giebelhaus mit Voluten
- Nr. 7: 2-gesch. barockes Wohn- und Geschäftshaus (D), Giebelhaus mit Voluten und betonter horizontaler Gliederung
- Nr. 8: 3-gesch. barockes Wohn- und Geschäftshaus (D), Giebelhaus mit Voluten und Erker, Gebäudesicherung 2016
- Nr. 9: 2-gesch. barockes Wohn- und Geschäftshaus (D), patinagrünes Giebelhaus mit Voluten und prägendem Kraggesims
- Nr. 10: 3-gesch. Geschäftshaus mit Filialbau als Karstadt-Freizeithaus
- Nr. 13: 3-gesch. klassizistisches Wohn- und Geschäftshaus (D), Giebel mit 4-gesch. Mittelteil
- Nr. 15: 2-gesch. barockes Wohn- und Geschäftshaus (D), rosarotes Giebelhaus; 1577 erwarb der niederländische Architekt Philipp Brandin das Haus
- Nr. 17: 3-gesch. klassizistisches Wohn- und Geschäftshaus (D); Johann Heinrich Sievers erhielt 1845 die Konzession für eine Buchhandlung, 1850 musste er – verurteilt wegen Majestätsbeleidigung – nach England fliehen
- Nr. 19: 2-gesch. barockes Wohn- und Geschäftshaus (D) als Doppelgiebelhaus mit Pilastern; heute Café
- Nr. 21: 3-gesch. barockes Wohn- und Geschäftshaus (D) mit rückseitigem Fachwerkgiebel in englischroter Farbe, saniert 1998[6]
- Nr. 23: 2-gesch. barockes Wohn- und Geschäftshaus (D) mit 3-gesch. Giebel mit rundem Abschluss, saniert 1998
- Nr. 25: 2-gesch. Wohn- und Geschäftshaus (D), Giebel mit rundem Giebelabschluss
- Nr. 27/29: 2-gesch. Wohn- und Geschäftshaus als Eckhaus (D)
- Weitere Gebäude am Platz mit Springbrunnen
  - Breite Straße Nr. 2: 2-gesch. Wohn- und Geschäftshaus mit Restaurant
  - Bohrstraße Nr. 2: 2-gesch. Wohn- und Geschäftshaus mit mittelalterlichen Backsteinresten (D), 1457 Hinriciüs Noyte als Ersteigentümer dokumentiert, 1738 erwarb Dr. Zylius das Haus, 2010–13 saniert; heute Pension[7]
  - Bademutterstraße Nr. 2: 2- gesch. barockes Wohn- und Geschäftshaus (D) der ehem. über 300 Jahre alten Löwenapotheke, Giebel teilweise im Stil der Neorenaissance umgebaut mit Portal mit Löwe, um 1900 Jugendstilverglasung; heute Café

### Denkmale, Gedenken
- Skulptur Wolf und Kranich
- Springbrunnen

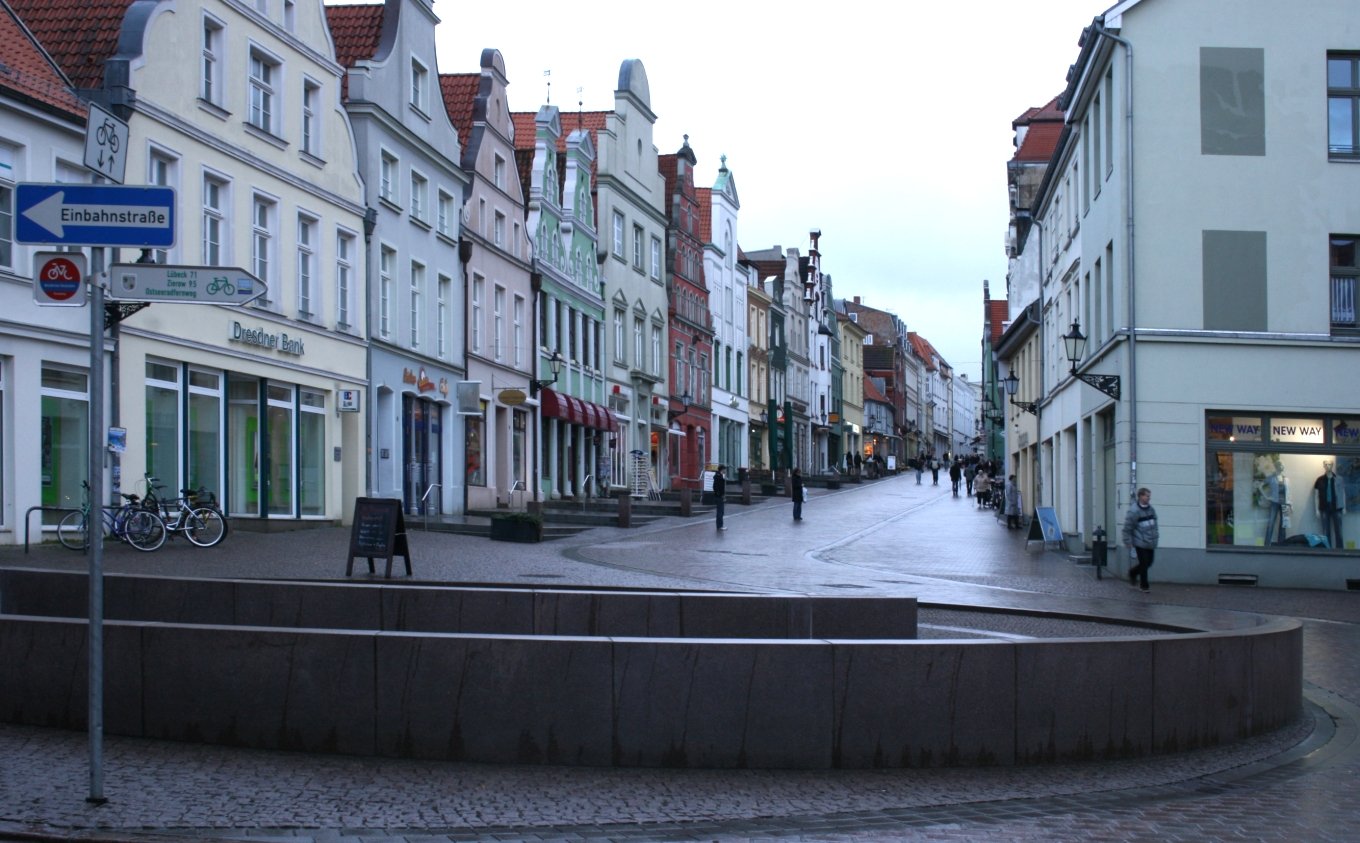
Südblick
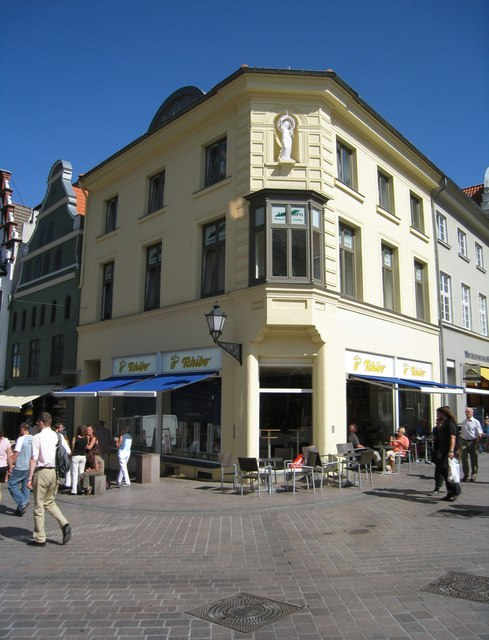
Nr. 1
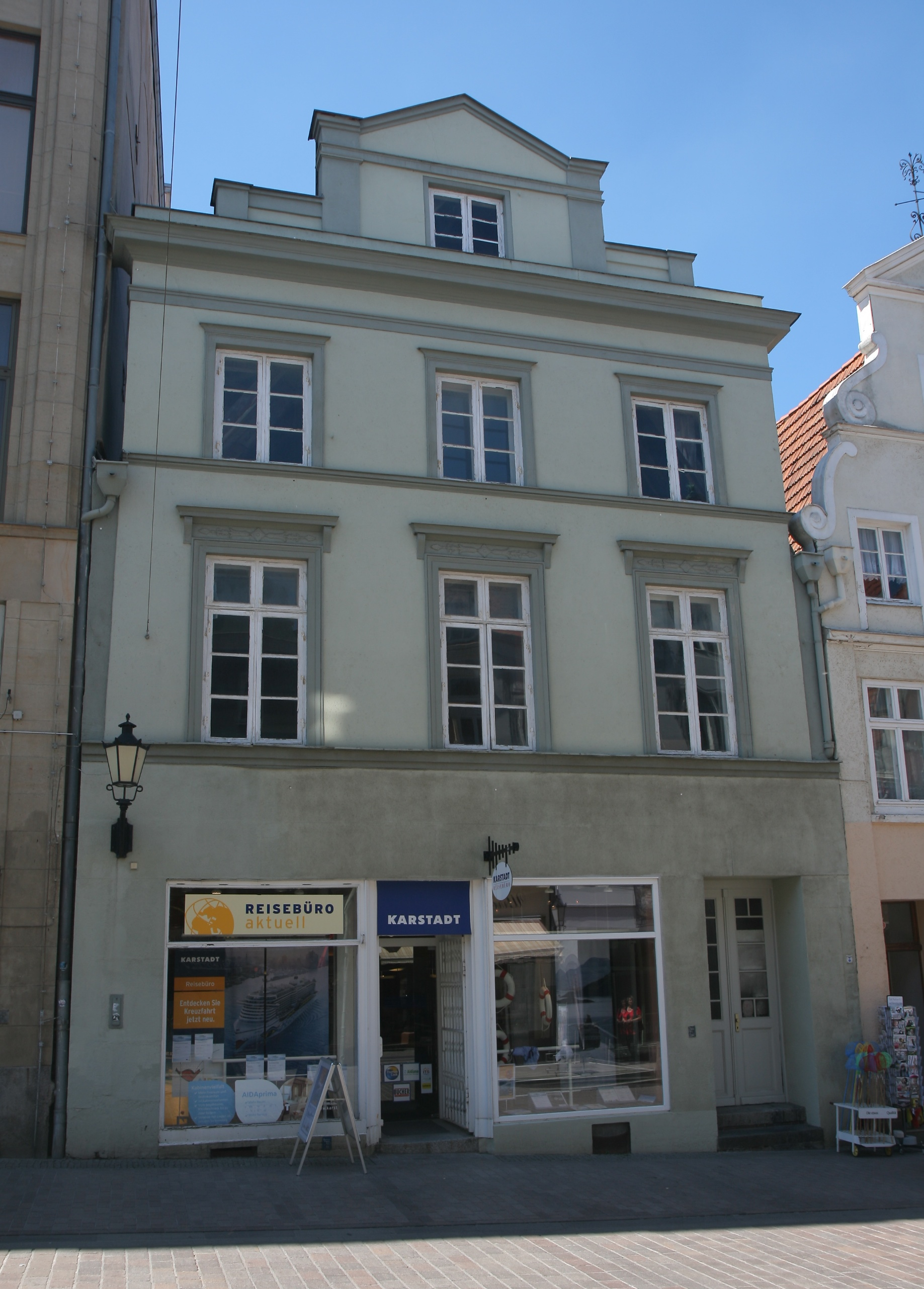
Nr. 4
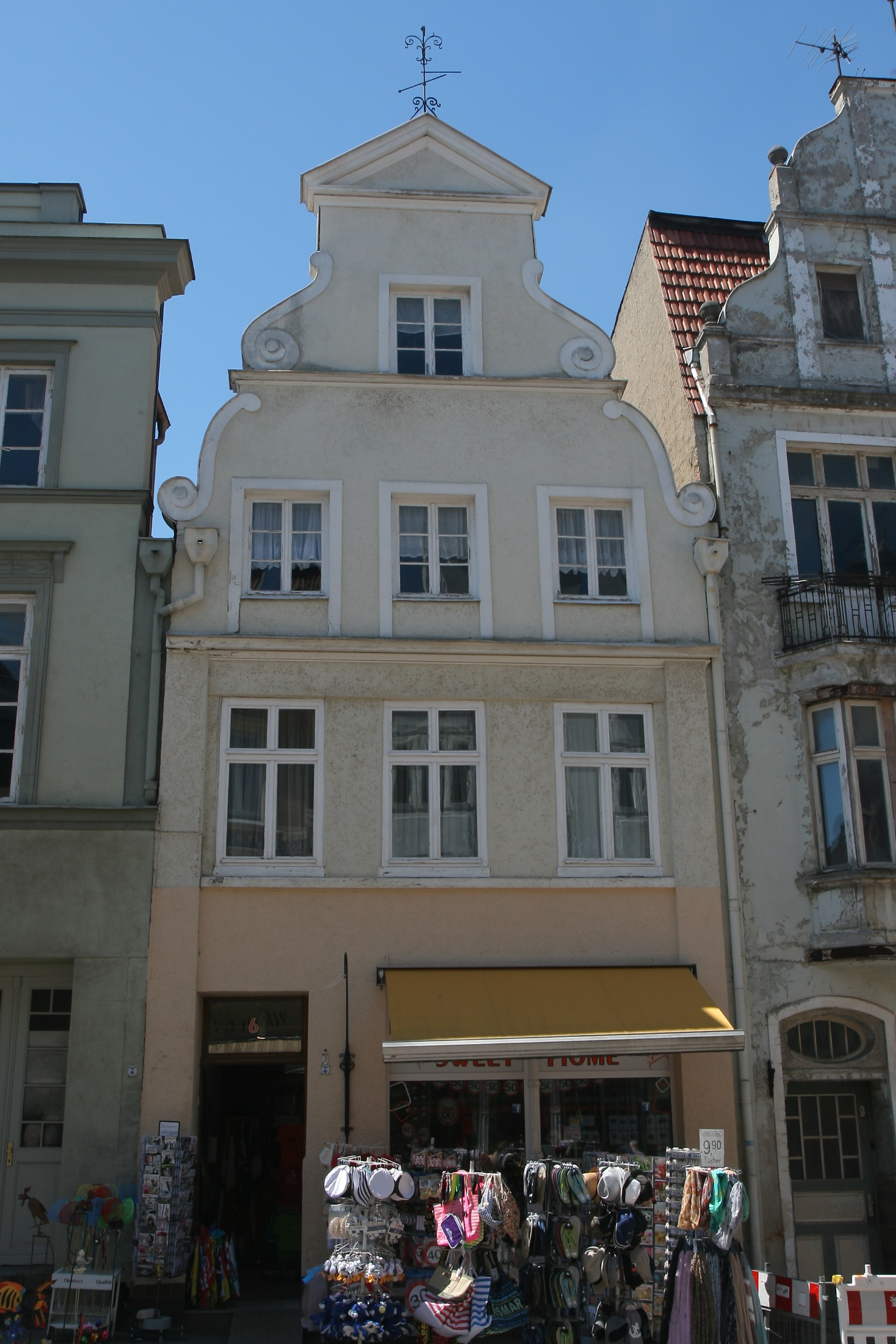
Nr. 6
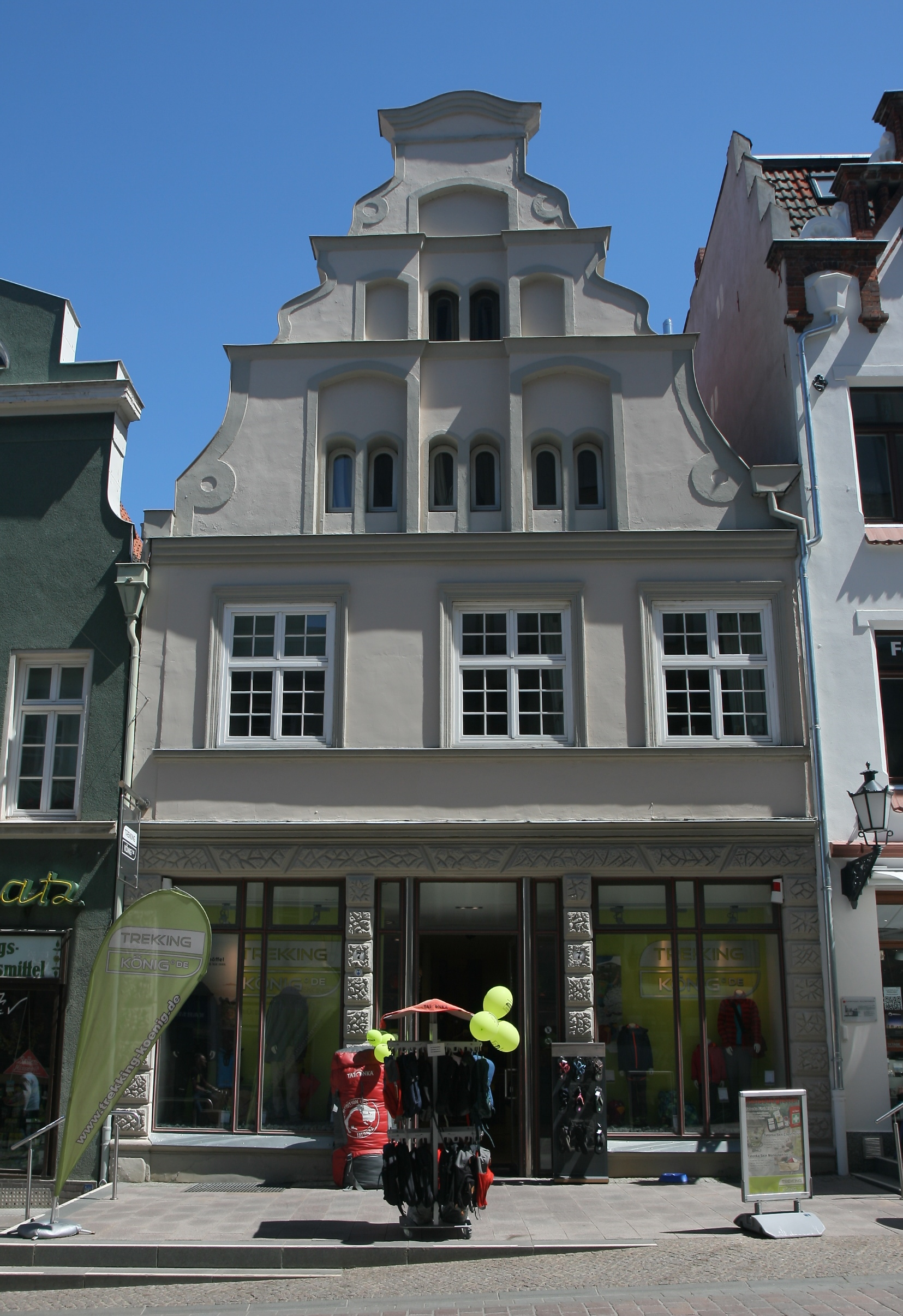
Nr. 7
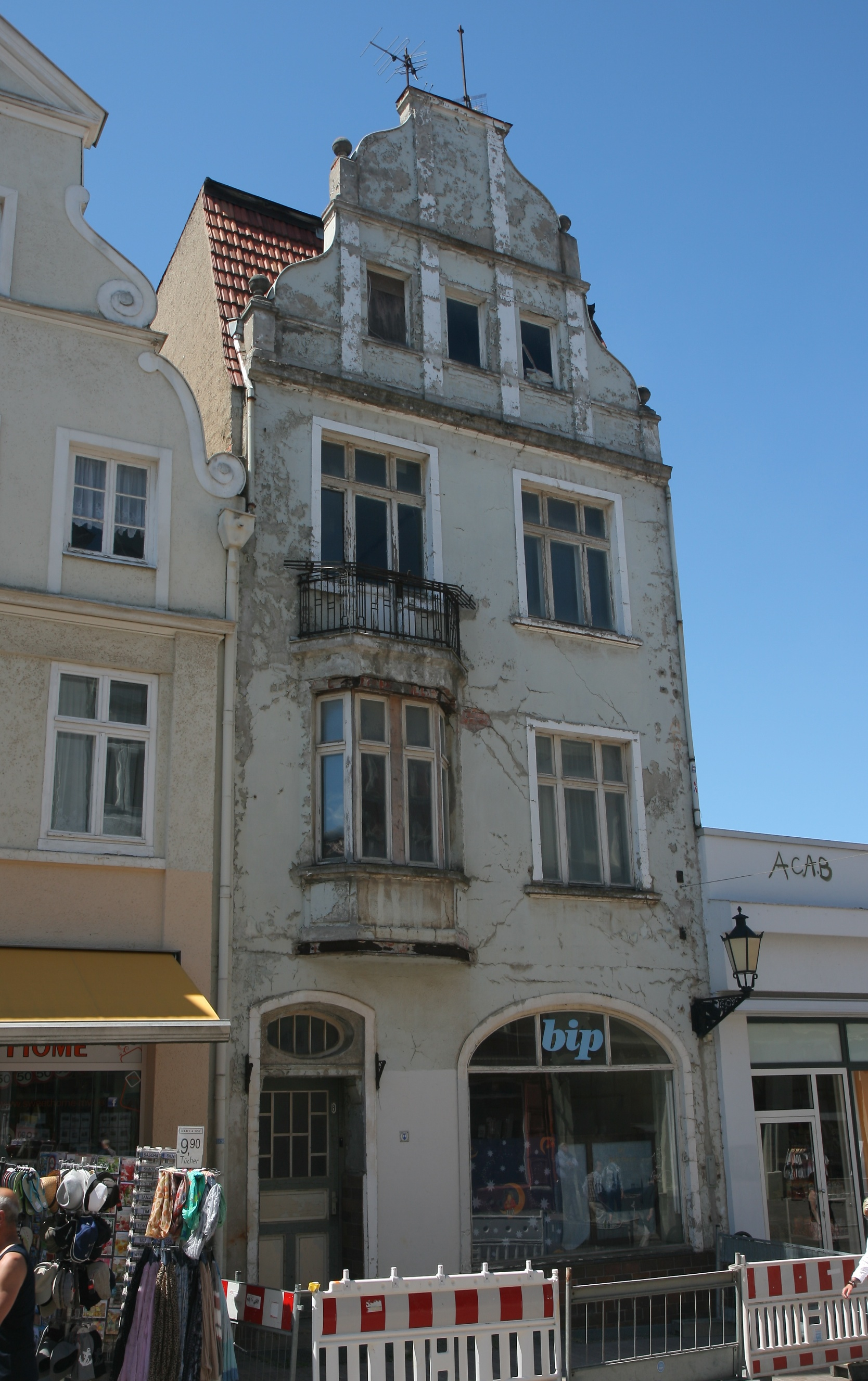
Nr. 8
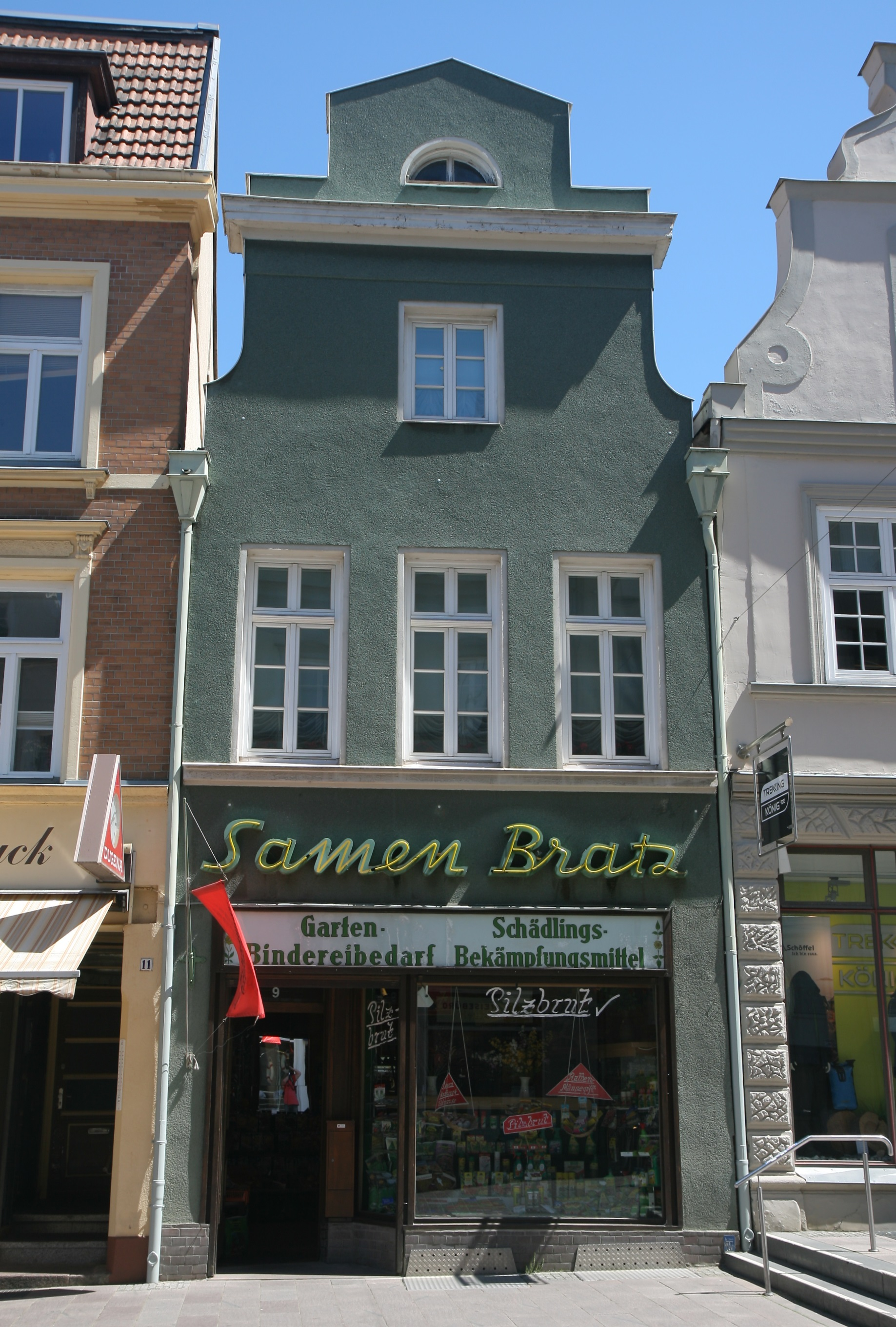
Nr. 9
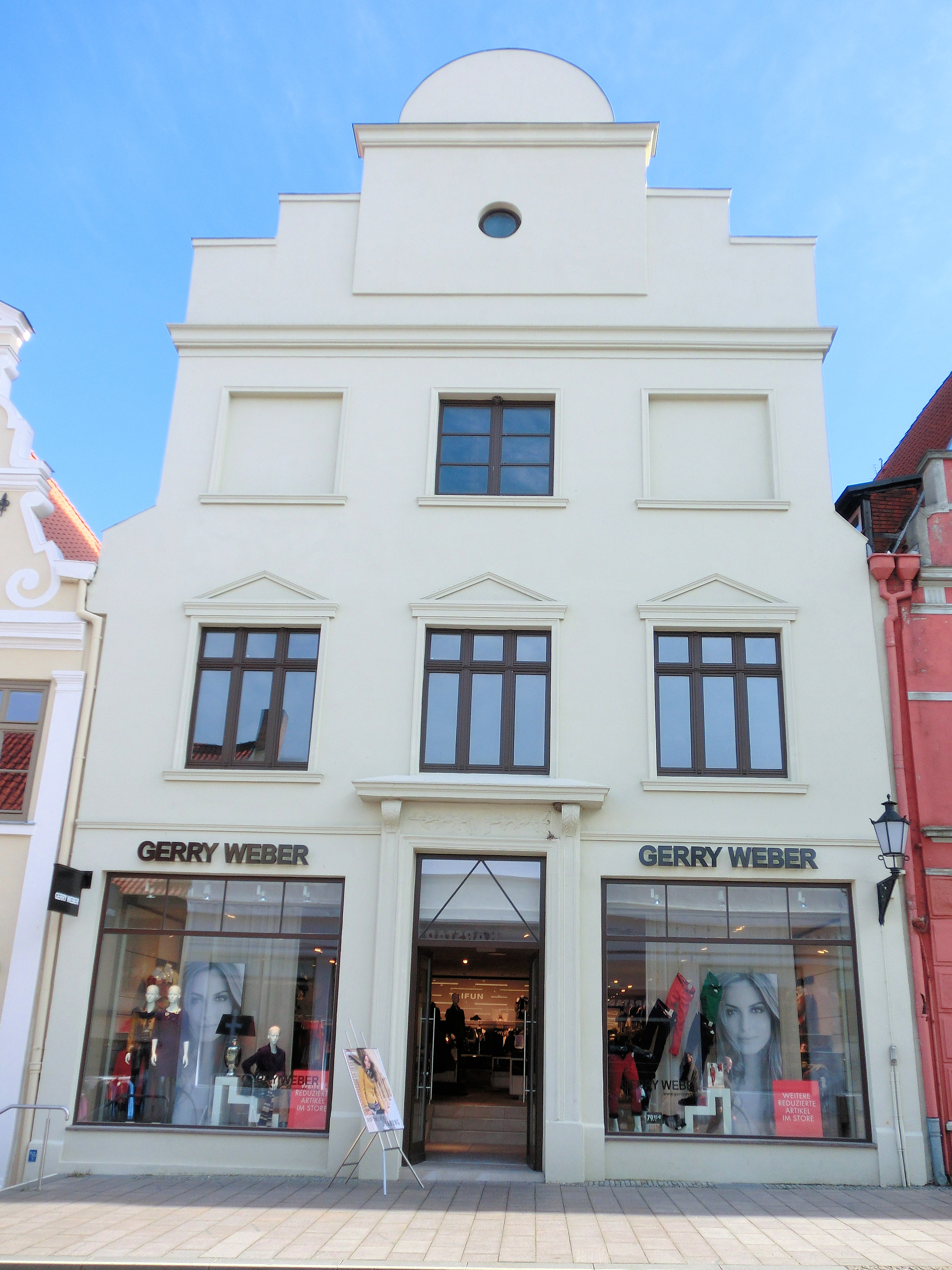
Nr. 17
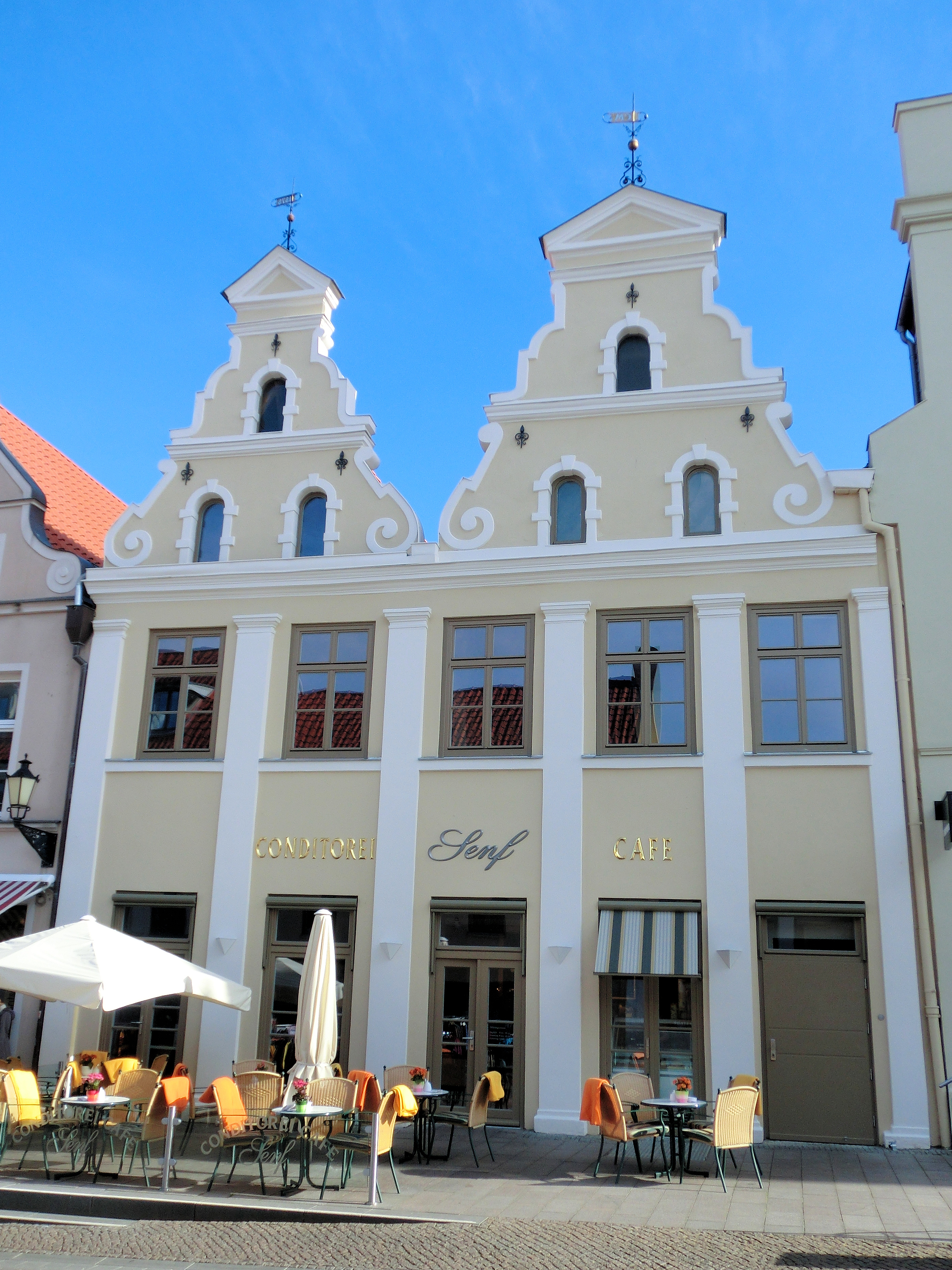
Nr. 19
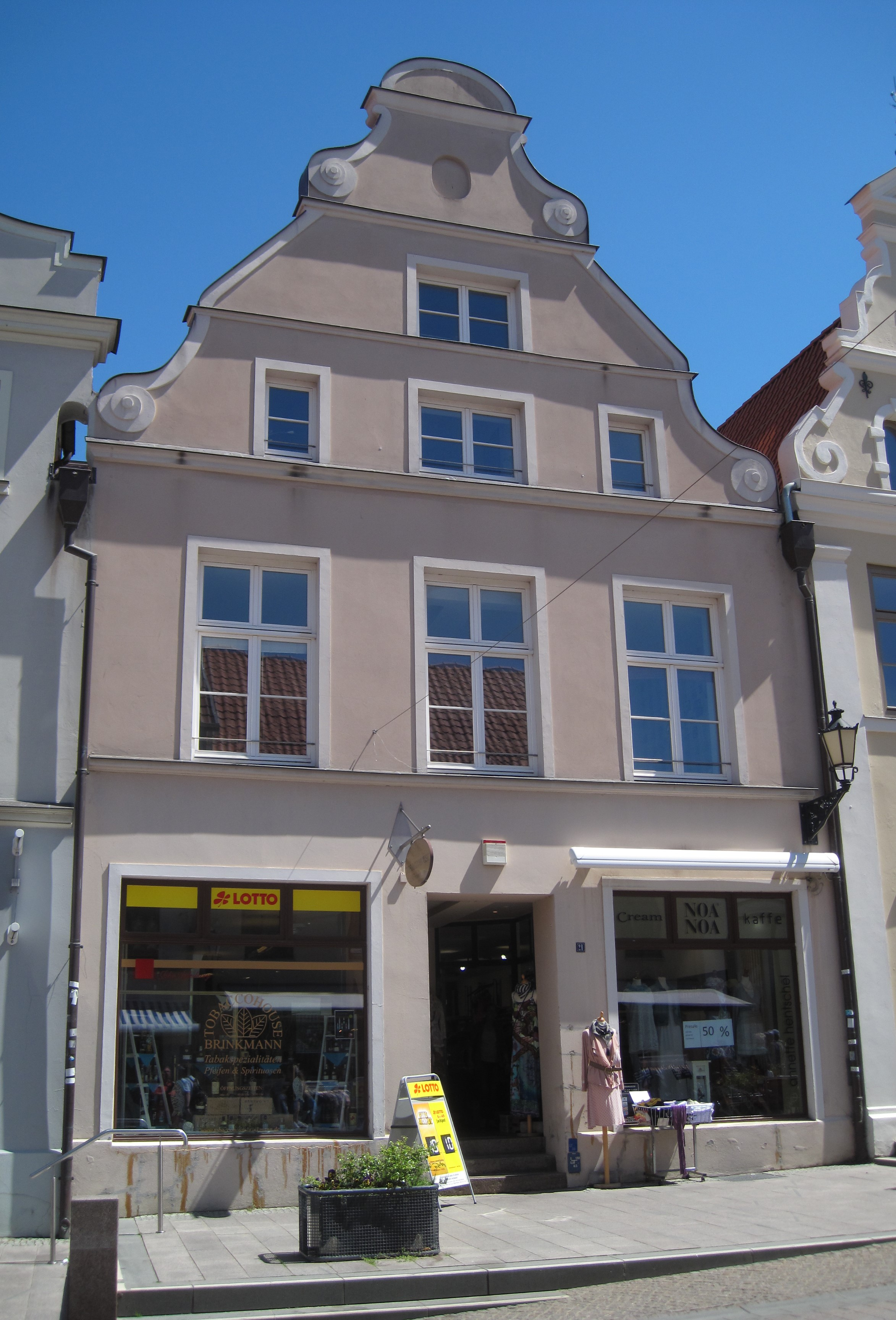
Nr. 21
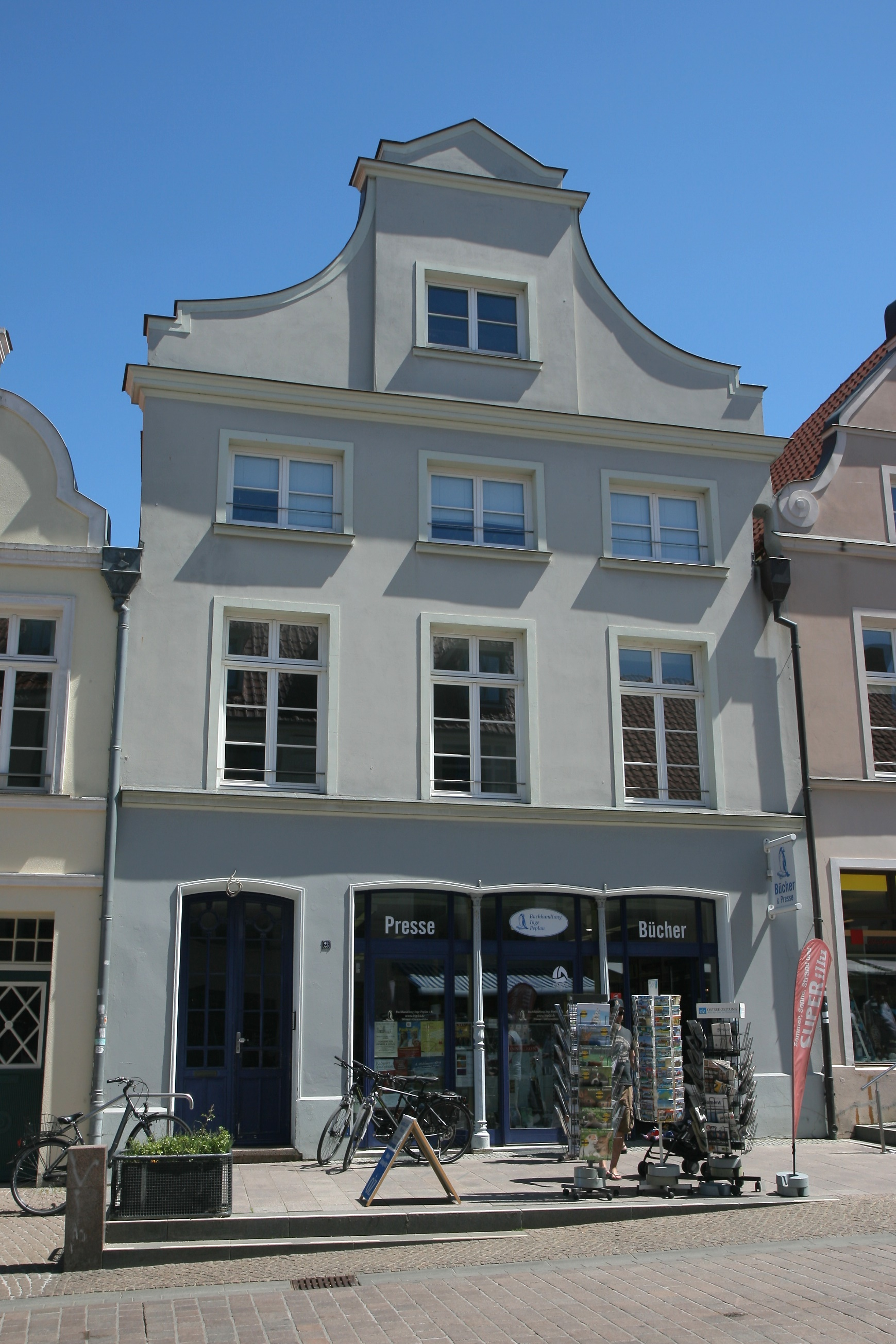
Nr. 23
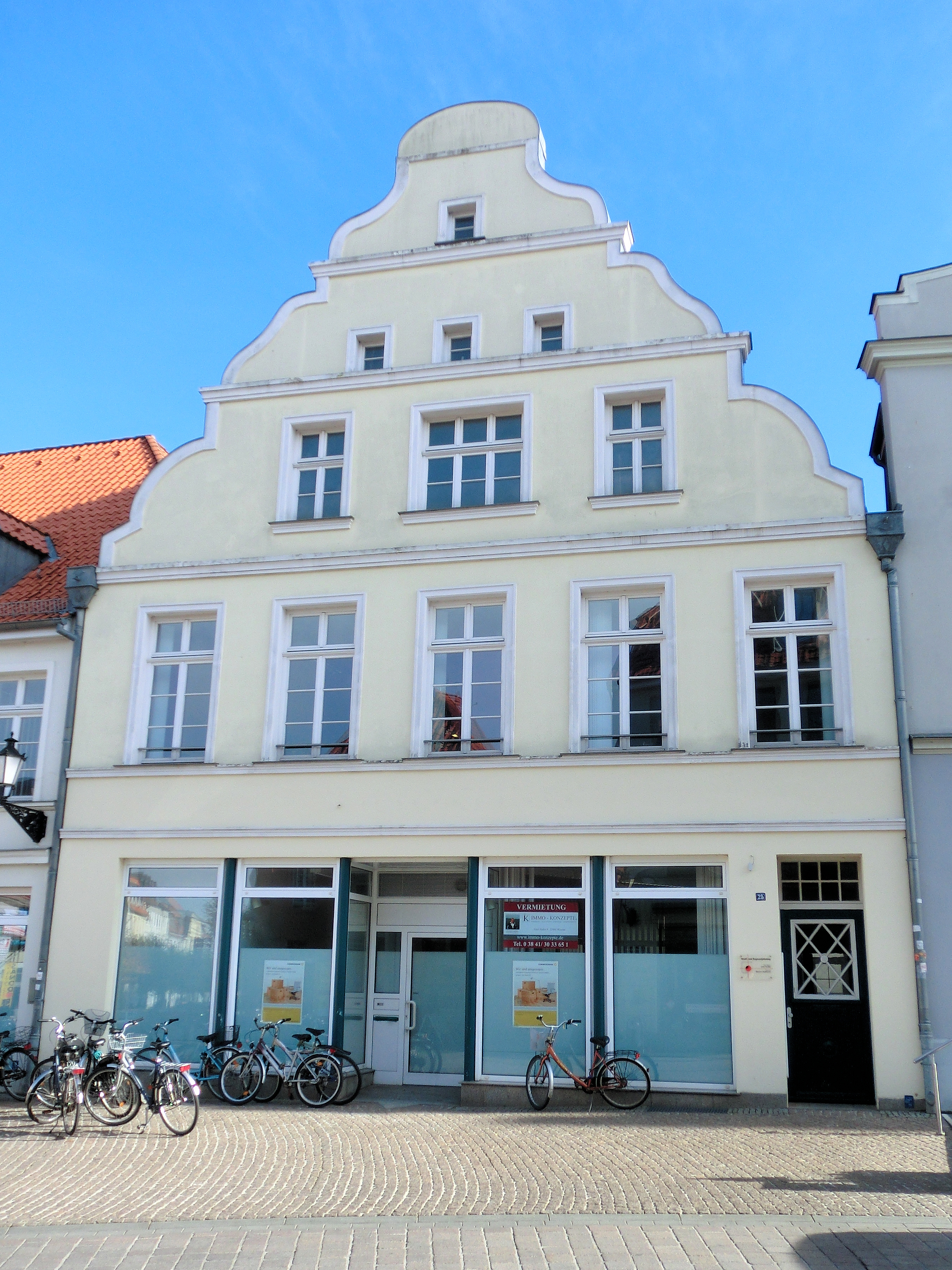
Nr. 25

## Briefmarke
2003 veröffentlichte das Bundesministerium der Finanzen eine Briefmarke in der Dauermarkenserie Sehenswürdigkeiten, die die Giebelhäuser der Krämerstraße zeigt.